# Konrad Manthey
Konrad Manthey (* 4. August 1928 in Pockau; † 10. Januar 2010 in Mönchengladbach) war ein deutscher Generalmajor des Heeres der Bundeswehr.

## Leben

### Jugend und Ausbildung
Seine Jugend verbrachte er in Westpreußen. Die Flucht und Vertreibung Deutscher aus Mittel- und Osteuropa 1945 bis 1950 verschlug ihn nach Schleswig-Holstein. Im Jahre 1945 nahm er eine Lehre als Zimmerer auf und bestand die Gesellenprüfung. Nach Bestehen einer Sonderreifeprüfung nahm er an der Universität Hamburg ein Studium der Wirtschaftswissenschaften auf. Im Wintersemester 1953/54 wurde er im Corps Albertina Hamburg aktiv.

### Dienst in der Truppe
Beförderungen
- 1957 Leutnant
- 1959 Oberleutnant
- 1961 Hauptmann
- 1964 Major
- 1969 Oberstleutnant
- 1973 Oberst
- 1977 Brigadegeneral
- 1979 Generalmajor

Kurz nach ihrer Aufstellung trat er am 1. Juli 1956 in die Bundeswehr. Bis Ende Dezember 1957 in der Offiziersausbildung, wurde er am 1. Januar 1958 Zugführer im Grenadierbataillon 11, das in Hamburg stationiert war. Zum Grenadierbataillon 46 in Boostedt wurde er am 15. Februar 1960 versetzt. Bei einer Verlegung des Bataillons nach Bad Segeberg erfolgte die Umbenennung der Einheit in Grenadierbataillon 182. In Itzehoe übernahm er am 16. Februar 1960 die Führung einer Kompanie beim Grenadierbataillon 171. Am selben Standort wurde er am 30. September 1962 Kompaniechef beim Jägerbataillon 67.

### Ausbildung zum Generalstab und Bataillonskommandeur
Anschließend ging er nach Hamburg an die Führungsakademie der Bundeswehr zum 5. Generalstabslehrgang des Heeres vom 1. Oktober 1962 bis zum 30. September 1964. Zum 1. Oktober 1964 wurde er zur 6. Panzergrenadierdivision in Neumünster versetzt, wo er im Stab die G2-Funktion im Nachrichtenwesen übernahm. Am 1. April 1966 übernahm er die Stabsfunktion G3 für Operationen in der Panzergrenadierbrigade 16, die damals in Flensburg stationiert war. Kommandeur des  Panzergrenadierbataillons 212 in Delmenhorst wurde er am 1. Oktober 1968.

### Stabsfunktion bei der NATO und im Bundesministerium
Nach Karup wurde er am 1. Oktober 1970 versetzt, wo er als G3-Offizier im Hauptquartier des Allied Command Baltic Approaches (BALTAP) neue Aufgaben übernahm. Bei der 11. Panzergrenadierdivision in Oldenburg (Oldenburg) wurde er am 26. März 1973 Chef des Stabes. Am 1. April 1975 wurde er Kommandeur der Panzerbrigade 34, die in Hofgeismar stationiert war. Ab dem 1. Oktober 1977 wurde er Stabsabteilungsleiter im Bundesministerium der Verteidigung beim Führungsstab des Heeres III in Bonn. Das Kommando über die 6. Panzergrenadierdivision übernahm er am 1. Oktober 1979. Danach wurde er ab 1. April 1983 Befehlshaber des Territorialkommandos Nord bis zu seinem Dienstende am 30. September 1988.
Manthey war verheiratet und hatte zwei Kinder.

## Auszeichnungen
- Bundesverdienstkreuz I. Klasse (1983)
- Großes Bundesverdienstkreuz (1988)[7]